# Primorsko-notranjska
Primorsko-notranjska (‚Küstenland-Innerkrain‘), amtlich Primorsko-notranjska statistična regija, ist eine statistische Region in Slowenien auf NUTS3-Ebene. Der alte Name war Notranjsko-kraška (Innerkrain-Karst).
Die Region, die für statistische Zwecke bestimmt ist, wurde im Mai 2005 eingeführt. Sie umfasst die sechs Gemeinden Bloke, Cerknica, Ilirska Bistrica, Loška Dolina, Pivka und Postojna. Einwohnerreichste Gemeinde ist die Stadt Postojna. Die Fläche beträgt 1.456 km². Die Region hatte am 1. Juli 2020 53.092 Einwohner.
Am 1. Januar 2015 änderte sich der Name der statistischen Region auf Primorsko-notranjska.

## Gemeinden
| Wappen | Gemeinde         | Deutscher (Italienischer) Name            | Karte | Fläche km² | Einwohner (2023) | NUTS3- Code |
| ------ | ---------------- | ----------------------------------------- | ----- | ---------- | ---------------- | ----------- |
|        | Bloke            | Pfarrdorf (Blocche)                       |       | 75,1       | 1.564            | SI018       |
|        | Cerknica         | Zirknitz (Circonio)                       |       | 241,0      | 11.785           | SI018       |
|        | Ilirska Bistrica | Illyrisch Feistritz (Villa del Nevoso)    |       | 480,0      | 13.362           | SI018       |
|        | Loška Dolina     | Laastal                                   |       | 166,8      | 3.550            | SI018       |
|        | Pivka            | St. Peter am Karst (San Pietro del Carso) |       | 223,3      | 6.226            | SI018       |
|        | Postojna         | Adelsberg (Postumia)                      |       | 269,9      | 17.264           | SI018       |
|        | Gesamt           |                                           |       | 1.456,1    |                  |             |

## Nachbarregionen
| Goriška       | Osrednjeslovenska                           | Osrednjeslovenska     |
| Obalno-kraška | Kompassrose, die auf Nachbargemeinden zeigt | Jugovzhodna Slovenija |
| Kroatien      | Kroatien                                    | Kroatien              |